# Sibynomorphus
Sibynomorphus es un género de serpientes de la familia Colubridae y subfamilia Dipsadinae. Incluye doce especies que se distribuyen por la mayor parte de Sudamérica. 

## Especies
Se reconocen a las siguientes especies:
- Sibynomorphus inaequifasciatus (Duméril, Bibron & Duméril, 1854)
- Sibynomorphus lavillai Scrocchi, Porto & Rey, 1993
- Sibynomorphus mikanii (Schlegel, 1837)
- Sibynomorphus neuwiedi (Ihering, 1911)
- Sibynomorphus oligozonatus Orces & Almendariz, 1989
- Sibynomorphus oneilli Rossman & Thomas, 1979
- Sibynomorphus petersi Orces & Almendariz, 1989
- Sibynomorphus turgidus (Cope, 1868)
- Sibynomorphus vagrans (Dunn, 1923)
- Sibynomorphus vagus (Jan, 1863)
- Sibynomorphus ventrimaculatus (Boulenger, 1885)
- Sibynomorphus williamsi Carillo De Espinoza, 1974